# Arnold Vinnius

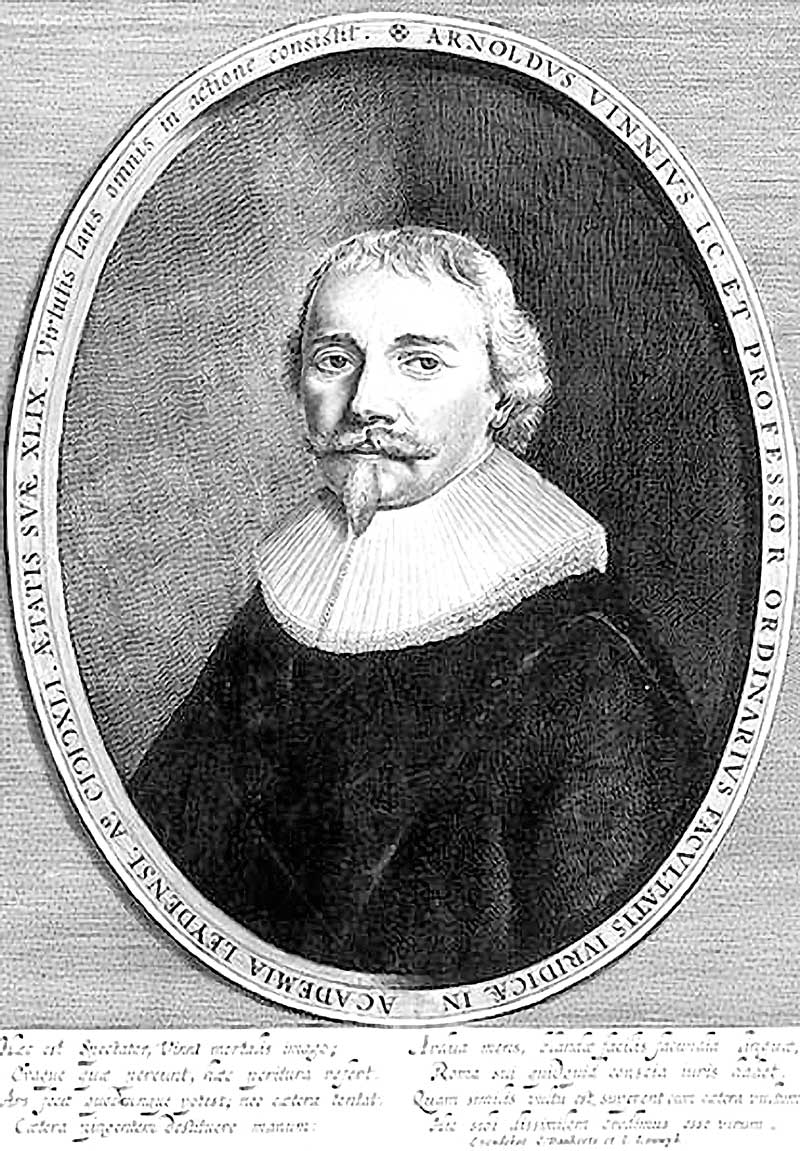
Arnold Vinnius

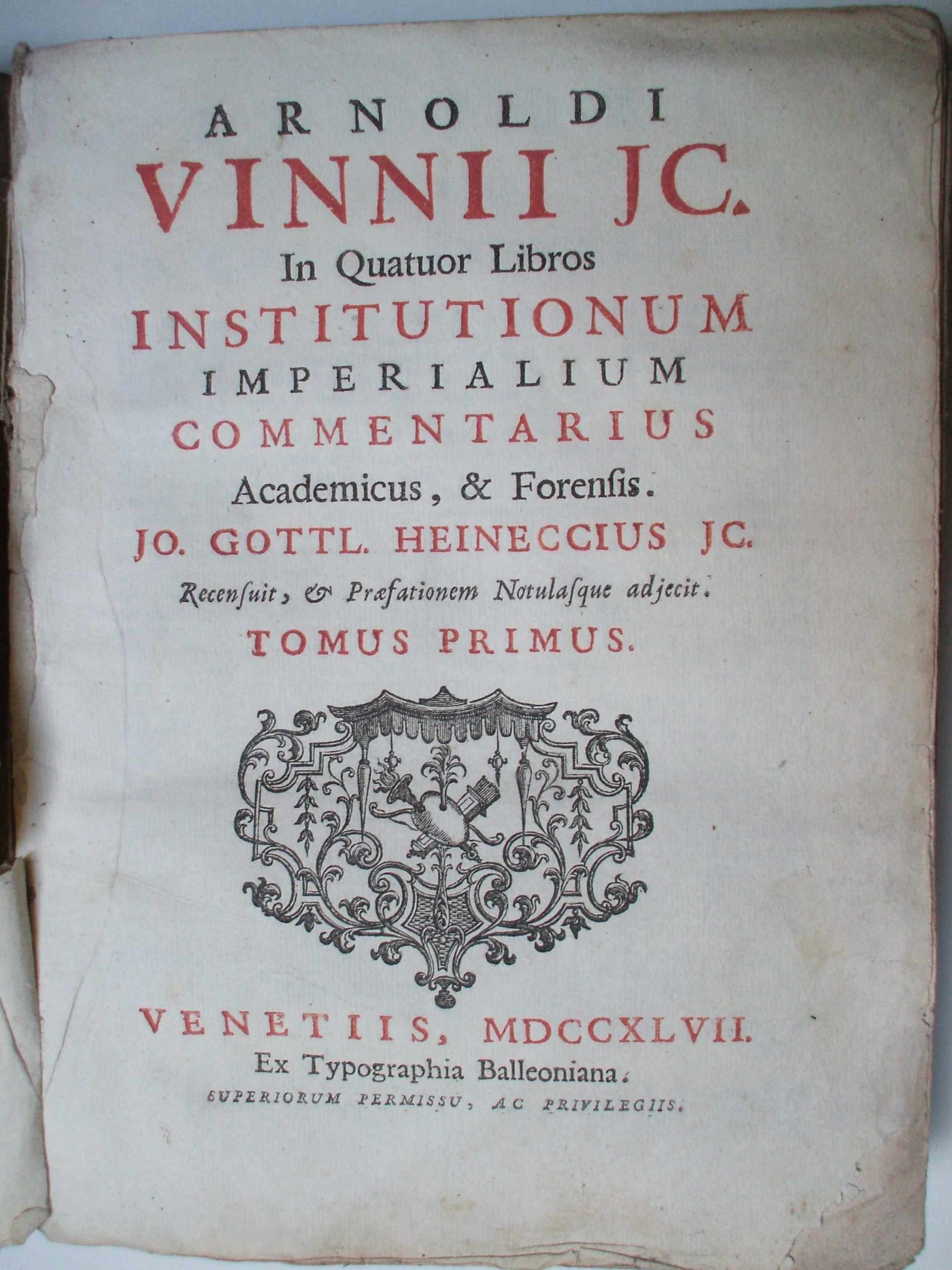
Portada de los Comentarios de Arnold Vinnius, editada en Venecia en 1747.

Arnold Vinnius (4 de enero de 1588, Monster-1 de septiembre de 1657) fue uno de los juristas más importantes del siglo XVII en los Países Bajos.
En 1603 ingresó en la Universidad de Leiden para estudiar derecho, obteniendo su licenciatura en 1612. Allí fue alumno de Gerardus Tuningius, quien lo había sido del célebre Hugues Doneau. Vinnius aspiraba a desarrollar su carrera en el mundo académico, y ya en 1618 aparece enseñando en la Escuela de Verano de la universidad en la que había estudiado. Algunas desavenencias con el profesorado de la universidad impidieron que fuese profesor titular de la misma hasta el año 1633, en que ingresó en el cargo, que ocupó hasta su fallecimiento. Su enseñanza presenta una clara influencia de Doneau, diferenciada de la doctrina medieval, presentando un cuerpo sistemático y coherente de la ley.
Su obra más conocida es el comentario a las Instituciones de Justiniano (“In quatuor libros Institutionum Imperialium commentarius academicus et forensis"). Fue publicada por primera vez en Leiden en 1642, y después en diferentes países de Europa, donde llegó a ser muy influyente, con un total de 54 ediciones distintas (la última en Barcelona, en 1867, con notas de derecho catalán). El filósofo escocés David Hume recordaba que leía esta obra mientras estudiaba derecho en Edimburgo. Publicada en latín, la edición que llegó a España estaba censurada por la Inquisición, quien ajustó entre otros aspectos las leyes sobre el matrimonio, en defensa de la doctrina de la Iglesia católica. El jurista Juan Gottlieb Heinecke /Johannes Gottlieb Heineccius (1681-1741) publicó en 1726 su edición anotada del comentario de Vinnius, que obtuvo gran difusión.  
En el siglo XVIII el jurista valenciano Juan Sala y Bañuls (1723-1806) publicó una versión abreviada de la obra de Vinnius, con notas de derecho hispano, titulada Vinnius castigatus.
Otras obras del autor son: 
"Iurisprudentiae contractae sive Partitionum iuris civilis" (La Haya, 1624-1631);
"Tractatus de collationibus… "; "Tractatus de iurisdictione et imperio…" (ambos en Leiden, 1644), "De pactis tractatus" (Leiden, 1646) - luego reunidos en un volumen único, varias veces reimpreso bajo el título "Tractatus IV de pactis, jurisdictione, collationibus, transactionibus" (Ámsterdam, 1651); las "Notas" a las Institutas de Justiniano (1646); y "Selectarum iuris quaestionum libri duo" (Leiden, 1653)